# 민치상
민치상(閔致庠, 1825 - 1888)은 조선 후기의 문신이다. 본관은 여흥. 자는 경양(景養), 호는 하당(荷堂)이다.
1845년 사마시에 합격하여 생원시이 되고 1846년 식년문과에 을과로 급제하였다. 1849년 홍문관수찬(修撰)에 등용되었다. 1850년(철종 1년) 청나라에 파견되는 사은사 겸 세폐사(謝恩使兼歲幣使)의 서장관(書狀官)으로 사절을 수행하였다. 1856년 승지, 59년 대사성, 1860년 홍문관제학을 지내고, 61년 도승지가 되었다. 1867년(고종 4) 공충도관찰사(公忠道觀察使)가 되었다.
공홍감사 재임 중인 1868년 E.오페르트의 남연군묘(南延君墓) 도굴사건이 일어났다. 그러나 명성황후의 척족(戚族)으로 1870년 형조판서에 승진하였다. 1871년 동지사 겸 사은정사로 청나라에 다녀왔다. 귀국 후 예조판서, 공조판서, 병조판서를 역임하고 수원유수를 거쳐서 1874년에 호조판서가 되었고 시강원좌부빈객, 판의금부사를 겸한 뒤 이조판서를 역임하였다. 1881년 제도개편 때 전선사당상(典選司堂上)에 올랐다. 1882년 임오군란 때 난군에게 저격당했으나 무사하였다. 시호는 문목(文穆)이다.